# Зюк
Зюк (укр. Зюк, крымскотат. Zük, Зюк) — мыс в Крыму, самая северная точка Керченского полуострова. В 1925 году исследователь Иван Иванович Пузанов называл мыс Мизюн. Мыс Зюк разделяет хаосами из сероватого керченского известняка и маленькими «карманными» пляжами две обширные бухты — Рифов (на востоке) и Морской пехоты (на западе).
С запада мыса расположено село Курортное (до 1948 г. — Мама Русская) и далее на запад — соленое озеро Чокрак, отделенное от бухты Морской пехоты песчаной пересыпью.

## История
На мысе проводятся раскопки античного городища — предположительно, Зенонова Херсонеса (греч. Ζήνωνος Χερσόνησος), упомянутого Клавдием Птолемеем, (III. 6, 4), находился пост наблюдения погранвойск Украины (ныне заброшенный) и кладбище села Курортное. По сообщениям местных жителей, в 2000-е годы произошло землетрясение, в результате которого значительная часть территории раскопок, а также кладбища, сползла в море. В настоящее время культурных остатков на территории мыса не сохранилось; видна яма, которая использовалась для приготовления вина.
Во время Великой Отечественной войны в ходе Керченско-Феодосийской десантной операции 26 декабря 1941 года в условиях пурги и сильного мороза на мыс Зюк и прилегающий берег пересыпи между морем и озером Чокрак, который в настоящее время носит название бухта Морской пехоты происходила высадка сил 83-й бригады морской пехоты под командой будущего Героя Советского Союза военного комиссара 1 батальона старшего политрука И. А. Тесленко.  

## Галерея

Мыс Зюк, вид на перешеек. Слева - бухта Рифов, справа - бухта Морской пехоты
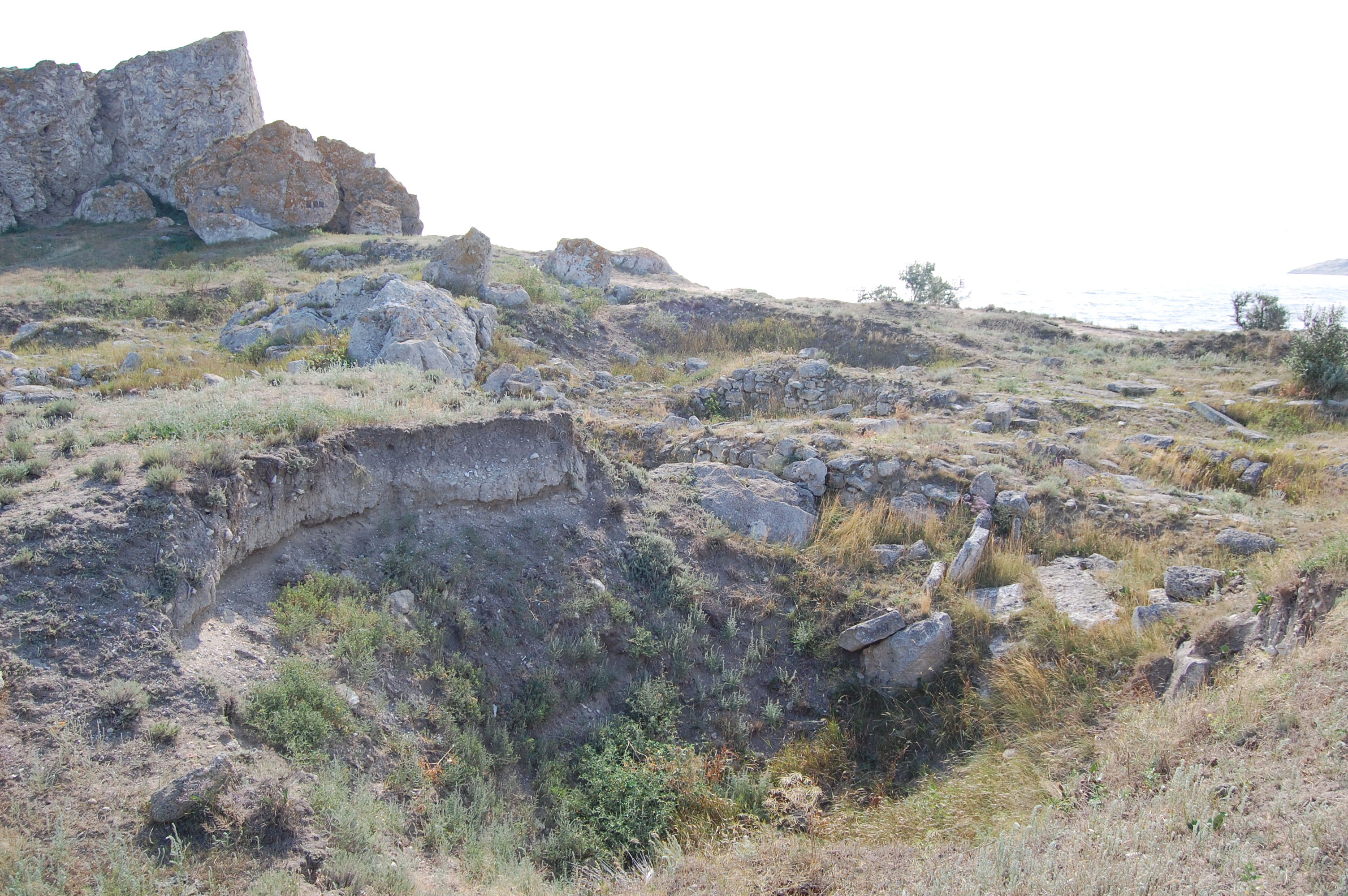
Следы колодца для приготовления вина на мысе Зюк
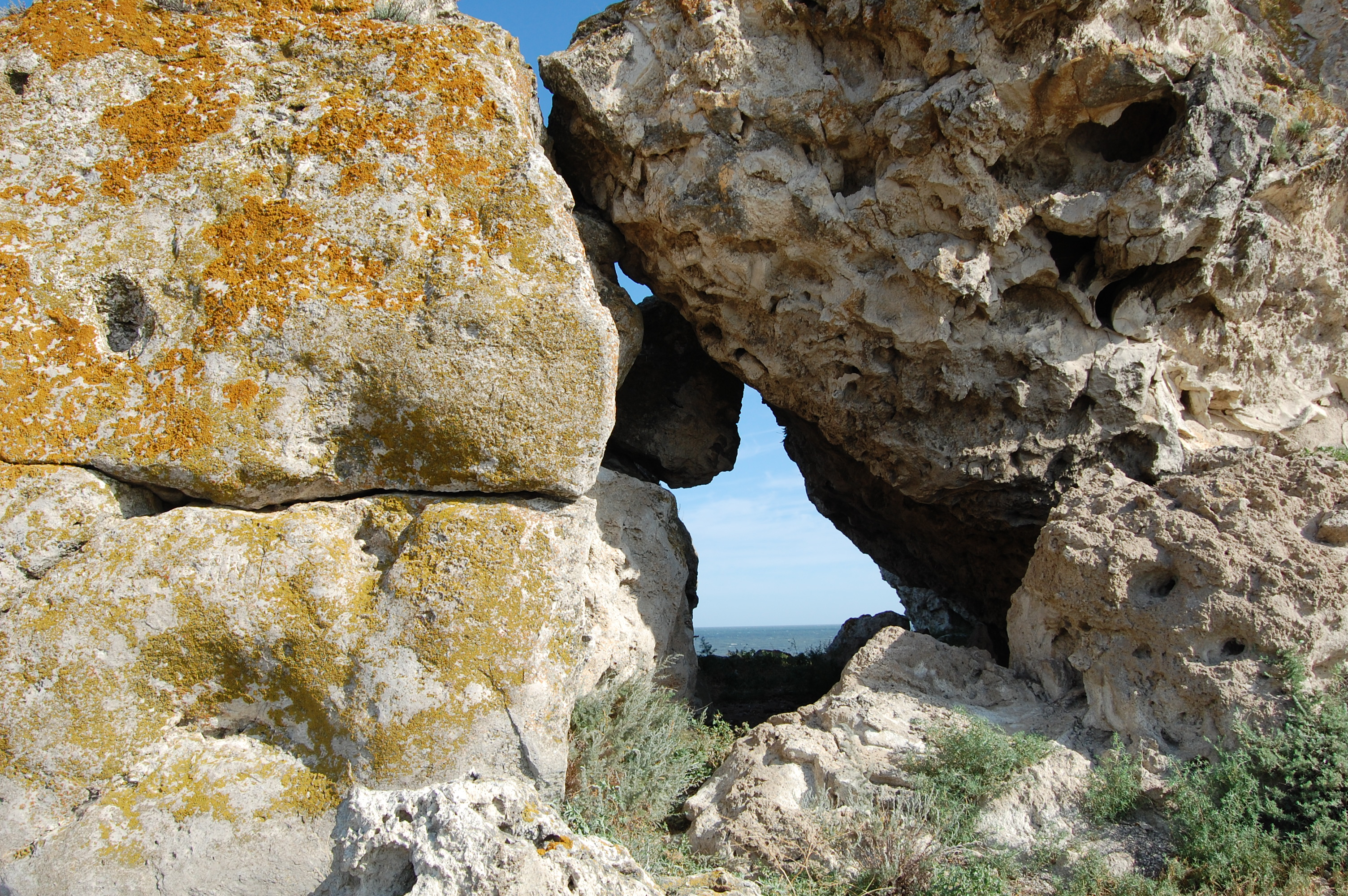
Известняковые глыбы на мысе Зюк
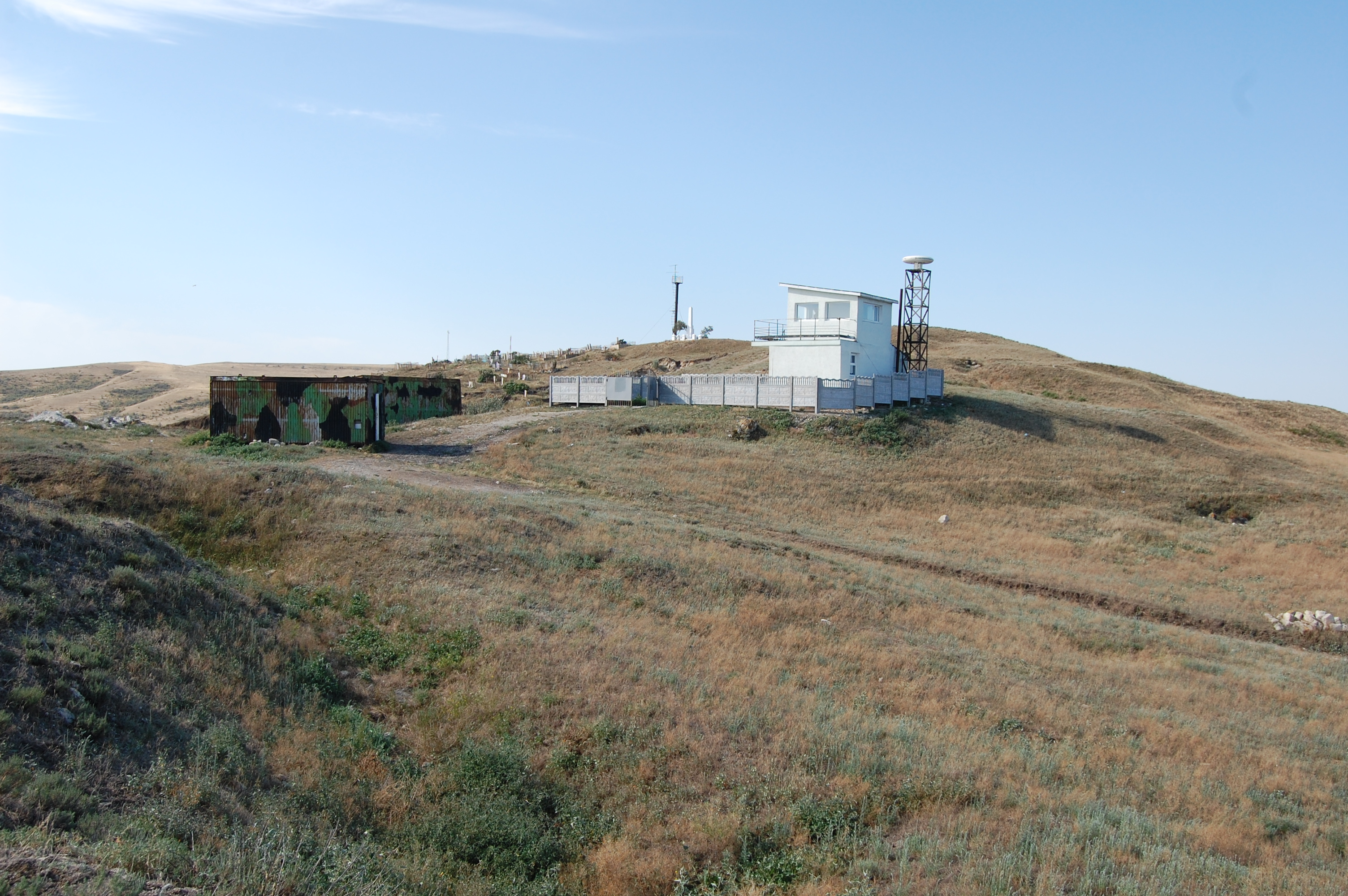
Пост наблюдения погранвойск на мысе Зюк